# Bukovica (Kraljevo)
Bukovica (Servisch cyrillisch Буковица) is een plaats in de Servische gemeente Kraljevo. De plaats telt 599 inwoners (2002).